# アムドゥスキアス

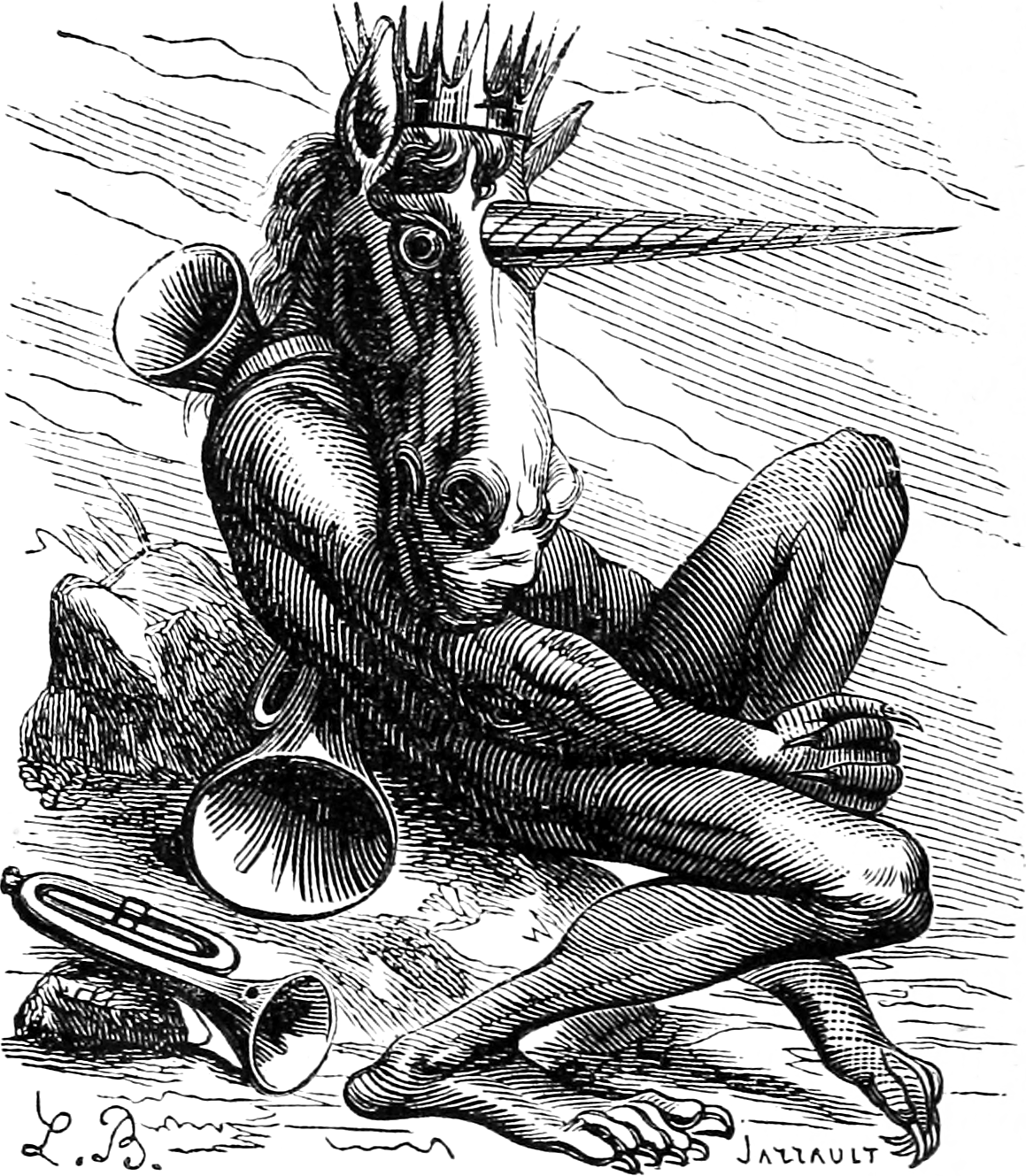
コラン・ド・プランシー著『地獄の辞典』の挿絵におけるアムドゥスキアスの姿

アムドゥスキアス（Amduscias）は、悪魔学における悪魔の一人。

## 概要
アムドゥスキアス（Amduscias）、アムブスキアス（Ambuscias）、またはアムドゥシアス（Amdusias））とも呼ばれ、『ゴエティア』によると29の軍団を率いる序列67番の地獄の公爵である。
召喚者の前にユニコーンの姿で現れるが、求められれば人間の姿にもなれる。その際、トランペットをはじめ、あらゆる楽器の音が後から鳴り響くという。注文に応じて木々を曲げたり傾けたりでき、他にも優れた使い魔を与えてくれるともされる。
後世では音楽的な性格をもつ悪魔とされ、音楽会を開いたり、音楽的な才能を与えてくれるとされることもある。